# Циген, Теодор
Теодор Циген (нем. Theodor Ziehen; 12 ноября 1862, Франкфурт-на-Майне — 29 декабря 1950, Висбаден) — германский учёный-невропатолог, психиатр, психолог, философ и преподаватель.

## Биография
Родился в семье редактора газеты Frankfurter Postzeitung и писателя Эдуарда Цигена, был старшим из трёх детей. В 1866 году, после Австро-прусской войны, газета была по политическим причинам закрыта, поэтому отец лишился работы и вынужден был зарабатывать частным репетиторством, что приносило мало дохода. Среднее образование Циген получил в Модельной школе, затем в Лесингской гимназии в родном городе. Уже тогда заинтересовался философией и решил стать философом, а за успехи в учёбе начал получать стипендию от реформатской церкви Франкфурта. Тем не менее после окончания гимназии он решил стать врачом, поэтому поступил в университет Вюрцбурга изучать медицину, где проучился четыре семестра, а затем перешёл в Берлинский университет. Своей медицинской специальностью он выбрал психиатрию, чтобы как-то совместить свои интересы к медицине и философии; во время обучения он уделял значительное внимание изучению философских трудов, однако занимался также и эмпирической медициной, в Берлине посещал лекции по анатомии и физиологии мозга, математике и теоретической физике.
В 1884 году умер его отец, год спустя — мать, поэтому обучение в университете Циген закончил с большим трудом. В 1885 году, однако, он получил степень доктора медицины и в том же году получил место ассистента в частной психиатрической больнице в Гёрлице. Уже в 1886 году он познакомился с Отто Бинсвангером, который предложил ему место старшего врача в университетской клинике в Йене, а также готовить габилитационную диссертацию под его руководством, на что Циген согласился. В 1889 году Циген был одним из лечащих врачей Фридриха Ницше. В 1900 году стал ординарным профессором психиатрии в Утрехте и имел собственную психиатрическую лабораторию. С 1903 года был профессором в университете Галле, с 1905 по 1912 год — ординарным профессором психиатрии в Берлинском университете и врачом в психиатрической больнице Шарите. В этот период жизни он, помимо научной работы и преподавания, активно занимался практикой и принимал большое количество частных пациентов. В 1912 году, устав от научной работы, купил виллу в Висбадене и переехал туда вместе с женой и двумя детьми, несколько лет был частным врачом и репетитором. В 1917 году перешёл профессором на кафедру философии университета Галле, где преподавал не только психологию, но и философию, историю философии и другие философские дисциплины. Вышел на пенсию в 1930 году и перевёз свою семью обратно в Висбаден, где прожил до конца жизни. В период правления нацистов подвергался преследованиям, но арестован не был.
В общей сложности написал более 450 работ по неврологии, психологии, нейтроанатомии и другим смежным дисциплинам; его основными научными интересами были психофизиология и детская психиатрия. Главные работы: «Psychophysiolog. Erkenntnistheorie» (1898; «Психофизиологическая теория познания», одна из главных его работ, в которой Циген отразил свои философские взгляды на психологию), «Psychotherapie» (1898), «Ueber die allgem. Beziehungen zwischen Gehirn- und Seelenleben» (1902), «Psychiatrie» (1902), «Physiolog. Psychologie» (6-е издание — 1902), «Das Centralnervensystem der Monotremen und Marsupialier» (в «Denkschriften d. medizinisch-naturwissenschaftl. Gesellschaft in Jena», 1901), «Die Geisteskrankheiten des Kindesalters» (книга о детских психических заболеваниях, стала первым трудом подобного уровня в Германии). Издавал вместе с Wernicke: «Monatschrift für Psychiatrie und Neurologie» (Берлин) и вместе с Циглером «Abhandlungen aus dem Gebiete der pädagog. Psychologie und Physiologie» (Берлин).